# Малая Каменка (Орловский район)
Малая Каменка — хутор в Орловском районе Ростовской области.
Входит в состав Каменно-Балковского сельского поселения.

## География

### Улицы
- ул. Дорожная,
- ул. Полевая,
- ул. Южная,
- пер. Торговый.

## Население
| 2010 |
| ---- |
| 145  |